# Jean-François Cuennet
Jean-François Cuennet (* 1961) aus Bulle FR ist ein Schweizer Skibergsteiger, Laufsportler und Mountainbike-Fahrer. Er war von 2002 bis 2005 Trainer der Schweizer Nationalmannschaft Skitourenrennen.
Cuennet, der bereits als Jugendlicher Berg- und Marathonläufe bestritt, war vor seiner Trainerlaufbahn von 1999 bis 2001 selbst aktiver Skibergsteiger der Nationalmannschaft und erzielte unter anderem 2001 bei der Pierra Menta zusammen mit Pierre-Marie Taramarcaz den siebten Platz.